# جوليانو ماكوينا
جوليانو ماكوينا (مواليد 18 أغسطس 1993) هو ملاكم موزمبيقي، مثّل بلاده في الألعاب الأولمبية الصيفية 2012.

## روابط خارجية
جوليانو ماكوينا على موقع أوليمبيديا (الإنجليزية)
- جوليانو ماكوينا على موقع اتحاد ألعاب الكومنولث (مؤرشف) (الإنجليزية)